# No Agreement
《No Agreement》는 나이지리아의 아프로비트 음악가 펠라 쿠티가 1977년에 녹음하여 원래 나이지리아 데카 레이블에 발매한 음반이다.

## 반응
| 전문가 평가 | 전문가 평가 |
| 평가 점수   | 평가 점수   |
| 출처        | 점수        |
| ----------- | ----------- |
| Allmusic    | [ 2 ]       |

올뮤직 리뷰는 음반에 다음과 같은 41⁄2의 스타들을 시상했다. "《No Agreement》는 아프로비트 템플을 마스터 레벨로 따르고 있다. 그들의 건축에서 베이스 기타를 복제하는 놀랍도록 매력적인 기타 라인, JB의 펑크 파워를 더하기 위한 두 번째 기타리스트, 경적 부분 프로클라멘테이션, 복잡한 색소폰, 트럼펫과 오르간 즉흥 솔로, 그리고 그 다음에 펠라 아니쿨라포 쿠티의 재치와 메시지를 보여준다... 솔로곡은 마법에 의해 영감을 받고 리듬 섹션은 증기선사의 힘으로 굴러간다."

## 곡 목록
모든 곡들은 펠라 쿠티에 의해 작사/작곡하였다.
| #  | 제목             | 재생 시간 |
| -- | ---------------- | --------- |
| 1. | 〈No Agreement〉 | 15:35     |
| 2. | 〈Dog Eat Dog〉  | 15:33     |